# Amelia Tu
Amelia Tu (sinh ngày 10 tháng 9 năm 2001) là một người mẫu và hoa hậu người Canada gốc Trung Quốc, đã đăng quang Hoa hậu Hoàn vũ Canada 2022. Cô sẽ đại diện cho Canada tại Hoa hậu Hoàn vũ 2022.

## Tiểu sử
Tu sinh ra và lớn lên tại Vancouver, British Columbia. Cô là người gốc Trung Quốc và Canada. Cô hiện đang theo học chương trình đồng thời về Sinh học và Kinh doanh tại Đại học California tại Berkeley.
Trên thực tế, Amelia đã theo học khiêu vũ từ năm 3 tuổi và từng giành huy chương vàng tại Cuộc thi Khiêu vũ Người mẫu & Tài năng Quốc tế (IMTA). Cô cũng đã từng tham gia cuộc thi Nữ hoàng Hoa hồng và Cuộc thi Công chúa được tổ chức tại Bang Oregon và đã đăng quang Hoa hậu Công chúa Hoa hồng Trung Quốc năm 2020.

## Cuộc thi sắc đẹp

### Hoa hậu Hoàn vũ Canada 2022
Vào ngày 14 tháng 5 năm 2022, Tu đại diện cho Vancouver, BC và tranh tài với 54 thí sinh khác trong cuộc thi Hoa hậu Hoàn vũ Canada 2022. Trong cuộc thi, Tu tiến vào top 21, sau đó là top 10 và cuối cùng là top 5, trước khi được công bố là người chiến thắng của cuộc thi và kế nhiệm là Tamara Jemuovic. Cô cũng giành được giải thưởng Sự lựa chọn của nhân dân quốc gia và Nhân đạo.

### Hoa hậu Hoàn vũ 2022
Với tư cách là Hoa hậu Hoàn vũ Canada, Tu sẽ đại diện Canada tại Hoa hậu Hoàn vũ 2022.Cô đạt top 16 chung cuộc.